# GSP-55
GSP-55 est un véhicule amphibie chenillé militaire russe capable de transporter des véhicules sur son toit et de les transporter sur l'eau à la manière d'un bac (bateau) ou d'un ferry (bateau). On peut l'utiliser comme pont et donc comme véhicule pontonnier, au besoin en en déployant plusieurs en série.

## Description
Le GSP , également connu sous le nom de « Projet 55 », est un véhicule du génie militaire , un ferry à chenilles automoteur .
Le ferry automoteur à chenilles GSP est conçu pour transporter des chars moyens et lourds , des installations d'artillerie automotrices et des chars moyens avec des chars de déminage lorsque les troupes franchissent des obstacles d'eau .
Le produit de vapeur propulsé par chenille 55 ou GPS a été créé dans les forces d'ingénierie d' EDO menées par AF Kravtseva, les composants et assemblages du réservoir T-34 , les réservoirs flottants PT-76 , TA-16 et le convoyeur C-61 .
Le ferry se compose de deux semi-ferries - droite et gauche.
Chaque semi-ferry se compose d'une machine d'entraînement, d'un conteneur hors-bord (bateau) et de rampes . Le semi-ferry est capable de se déplacer indépendamment sur terre à l'aide d'une unité de propulsion à chenilles et sur l'eau à l'aide d'hélices. En position de transport, le bateau est situé au-dessus de l'engin d'entraînement et les rampes se trouvent dans la pente centrale du bateau.
Les semi-ferries droit et gauche (machines de conduite et bateaux) sont partiellement interchangeables et diffèrent les uns des autres par la disposition des miroirs des unités et des ensembles.
Le déploiement du ferry s'effectue sur l'eau (selon le mode d'emploi) ou sur le rivage (en pratique, en l'absence d'irrégularités importantes à l'entrée de l'eau) en amarrant les engins de tête et en ouvrant les bateaux et rampes de les demi-ferries droit et gauche.
La coque de la machine de tête est divisée en trois sections: le compartiment de commande, le compartiment de puissance et le compartiment arrière.
Le semi-ferry est équipé d'un moteur diesel à réservoir six cylindres à quatre temps, refroidi par liquide , sans compresseur - V-6K ( 8-D6 ). Pour le déplacement sur l'eau, chaque semi-ferry dispose de deux hélices tripales d'un diamètre de 600 mm.
Le système de pompage comprend deux pompes à palettes situées sur la boîte de jonction.
Pour effectuer une communication externe sur le semi- ferry , une station radio R-123M est installée et pour la communication interne - un interphone de réservoir R-124 .
Des chars ou des canons automoteurs peuvent être chargés sur le ferry depuis le rivage ou, si la profondeur de l'eau près du rivage est inférieure à 1,2 m , patauger.
Les principales parties du semi-ferry sont: le corps de la machine principale; un bateau;rampes; Power Point; transmission; châssis;hélices et gouvernails à vis; système de drainage; système hydraulique; équipement électrique; moyens de communication.
Le ferry à chenilles automoteur était en service avec les bataillons du génie individuels des divisions et les bataillons séparés de débarquement des ferries.

## Galerie d'images

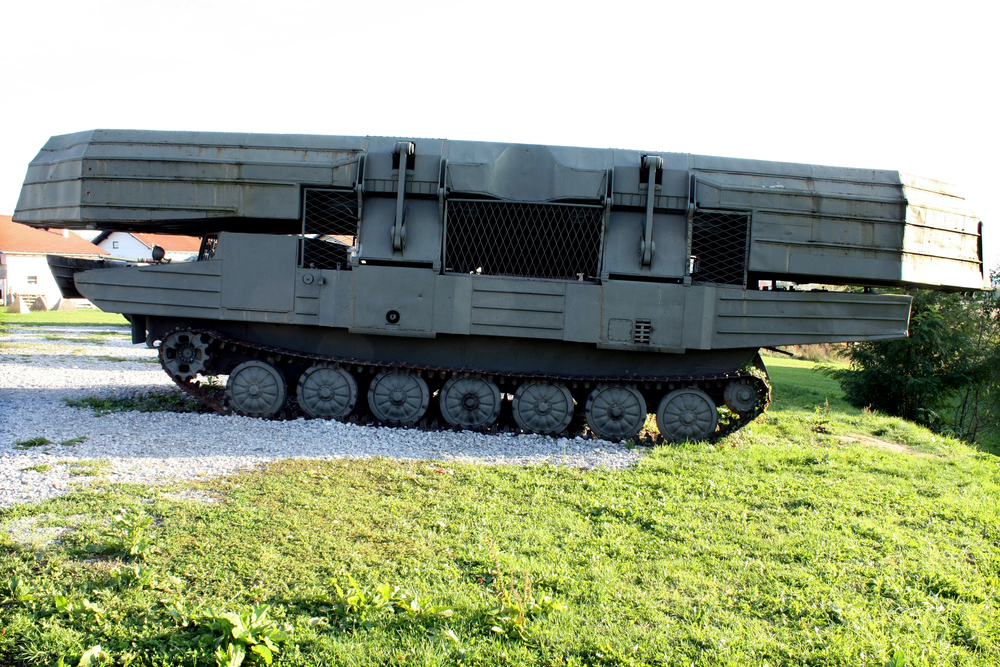
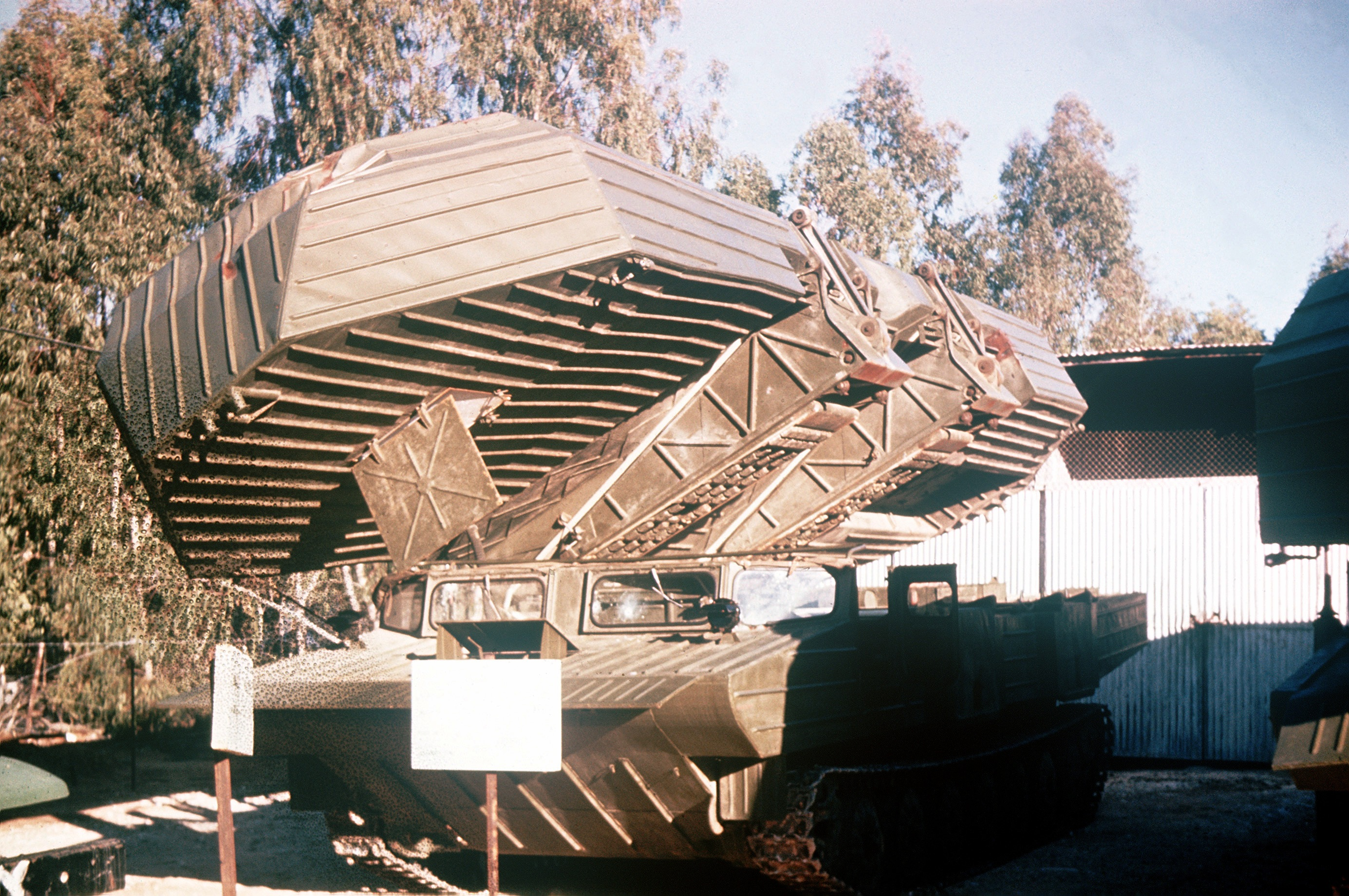
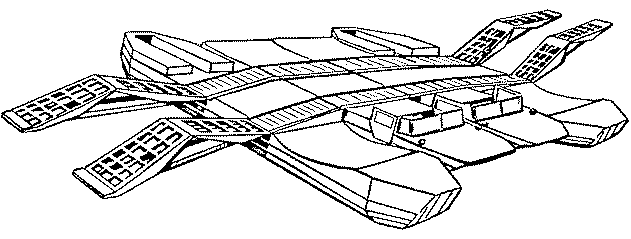